# Salvamànegues

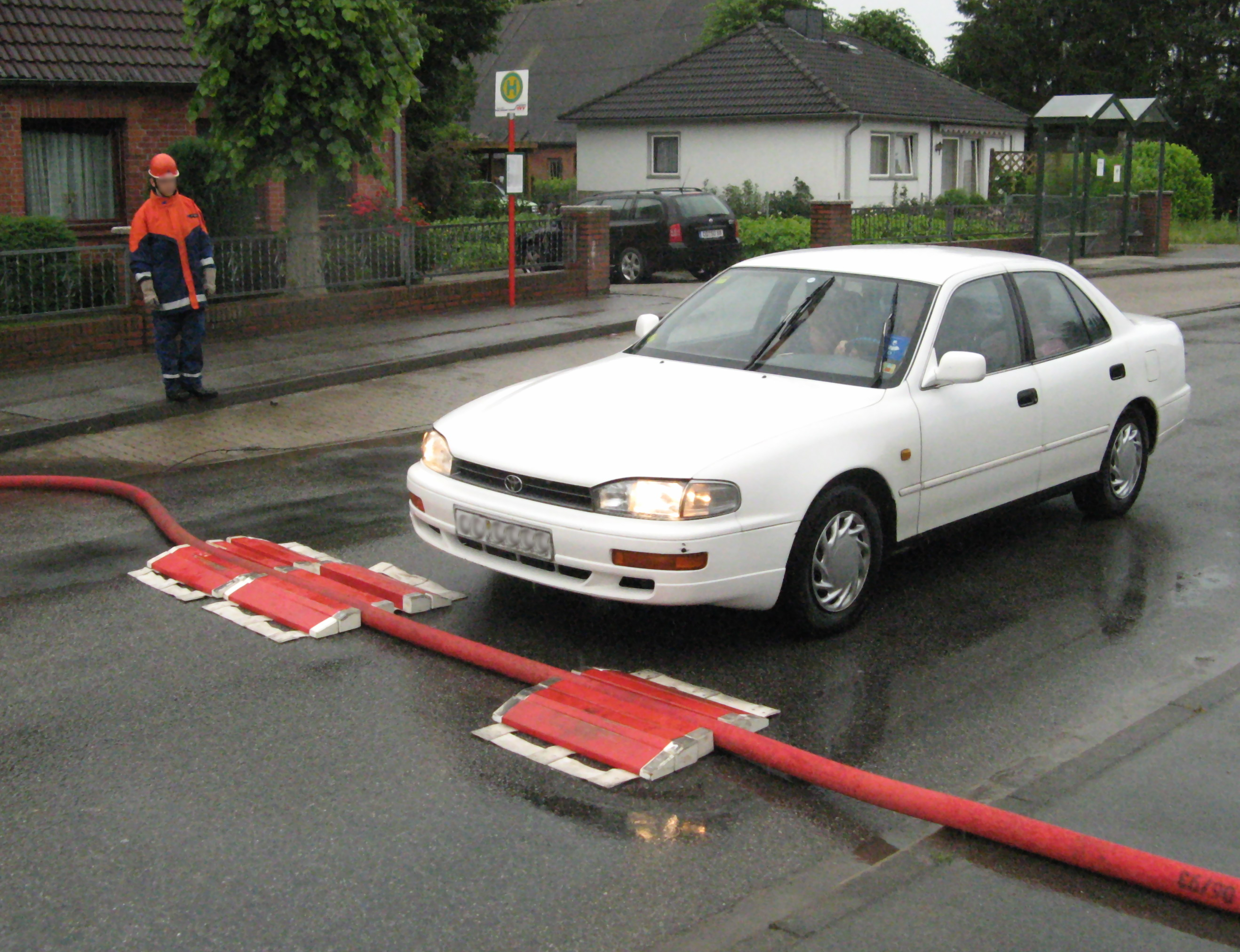
Salvamànegues

El salvamànegues és una peça rígida que col·loquen principalment els bombers sobre les mànegues per tal de permetre el pas dels vehicles sense danyar la mànega ni minvar la seva pressió mentre està treballant.
Els salvamànegues poden estar dissenyats per al pas d'una o més manegues, de diferents diàmetres, i estan construïts en fusta bisellada cargolada a unes corretges, o bé rampes d'alumini o de cautxú termoplàstic.